# Algemene Inlichtingen- en Veiligheidsdienst
L'Algemene Inlichtingen- en Veiligheidsdienst (AIVD, prononcé en néerlandais : [ˈɑlɣəmeːnə ˈʔɪnlɪxtɪŋə(n) ɛn ˈvɛiləxɦɛitsdinst]), en français le Service général de Renseignement et de Sécurité, est le service de renseignement et de contre-espionnage civil des Pays-Bas, créé en 2002 et placé sous le contrôle du ministre des Affaires intérieures et des Relations au sein du Royaume. Son siège est à Zoetermeer.
Il est dirigé par Erik Akerboom depuis le 1er mai 2020, ancien secrétaire général du ministère de la Défense (2012-2016) et chef de corps de la Police nationale (2016-2020).

## Histoire

### Création et installation à Zoetermeer
Les services de l'AIVD sont établis en 2002 dans le cadre d'une réorganisation des services à la suite des attentats du 11 septembre 2001. Ils succèdent au Binnenlandse Veiligheidsdienst (BVD), sous le contrôle du ministre des Affaires étrangères (691 employés en 1958). L'AIVD emménage en 2007 dans des locaux à Zoetermeer, en Hollande-Méridionale, utilisés jusqu'en 2003 par le ministère de l'Éducation, de la Culture et de la Science et en rénovation entre les déménagements. De 2002 à 2007, l'AIVD est basé à Leidschendam, dans un bâtiment actuellement occupé par le Tribunal spécial des Nations unies pour le Liban.

### Référendum sur les droits des services secrets

Résultats du référendum de 2018 par commune.

En mars 2018, le Premier ministre Mark Rutte appelle à voter « oui » lors de la consultation populaire que le gouvernement est contraint d'organiser après qu'une pétition réunit 400 000 signatures concernant un projet de loi élargissant les droits des services de renseignement néerlandais.
Bien que les sondages prévoient une victoire du « oui », le « non » l'emporte avec 49,4 % des voix, tandis que 46,5 % des électeurs soutiennent le projet de loi. Cela contraint le gouvernement à retirer et revoir la loi telle qu'il la présente, bien qu'il n'y soit pas légalement obligé et que la Seconde Chambre vote en sa faveur avant l'organisation du référendum. Le projet de loi est critiqué par le Conseil d'État qui considère que des violations de la vie privée sont possibles, allant potentiellement jusqu'à une contradiction avec la Convention européenne des droits de l'homme.

### Déménagement à La Haye
En novembre 2015, le gouvernement annonce qu'il valide une proposition des ministres Ronald Plasterk des Affaires intérieures et des Relations au sein du Royaume et Jeanine Hennis-Plasschaert de la Défense visant à faire construire un nouveau siège pour l'AIVD à La Haye, sur le site de la caserne Frederik (Frederikskazerne), déjà occupé en partie par le siège du Militaire Inlichtingen- en Veiligheidsdienst (MIVD), avec une inauguration prévue en 2022. Le terrain militaire est situé dans le quartier de la Cour pénale internationale (CPI). Les deux agences vont mutualiser plusieurs services pour travailler plus efficacement sans toutefois fusionner.

## Organisation

### Direction

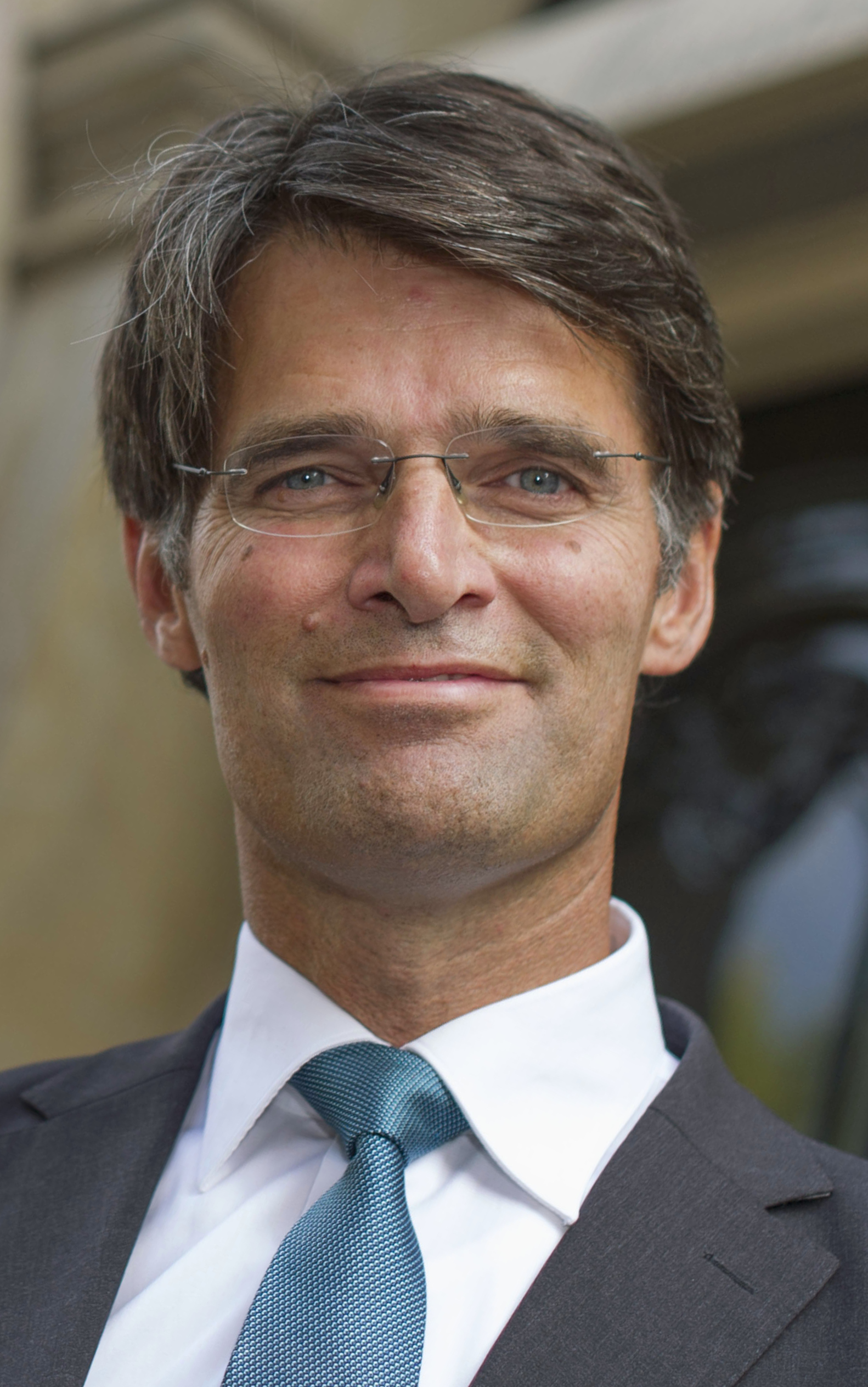
Erik Akerboom, directeur général de l'AIVD depuis 2020.

Au titre de haut fonctionnaire néerlandais, la nomination au poste de directeur de l'AIVD est proposée par le ministre des Affaires intérieures et des Relations au sein du Royaume et approuvée par le Conseil des ministres. Traditionnellement, le Premier ministre a un droit de veto. Les personnalités suivantes se succèdent à la direction de l'AIVD depuis sa création :
- 2002-2007 : Sybrand van Hulst
- 2007-2011 : Gerard Bouman
- 2011-2018 : Rob Bertholee
- 2018-2020 : Dick Schoof
- Depuis 2020 : Erik Akerboom

### Relations avec le MIVD
L'AIVD a pour objectif de repérer et neutraliser les menaces non militaires pesant sur les Pays-Bas en matière de sécurité nationale. Ainsi, il se concentre sur les éléments non soutenus par des gouvernements officiels étrangers et ne fait donc pas de contre-espionnage. Il est de son ressort la collecte d'informations non-militaires et la lutte contre les menaces terroristes auquel le pays est exposé. Il collabore toutefois étroitement avec les services secrets militaires, le Militaire Inlichtingen- en Veiligheidsdienst (MIVD).
La principale loi régissant l'agence, De wet op de inlichtingen- en veiligheidsdiensten (Wiv), datant de 2002, est appliquée également au MIVD. L'AIVD est placé sous le contrôle du ministre des Affaires intérieures et des Relations au sein du Royaume, Kajsa Ollongren depuis 2017. Le directeur général de l'AIVD rapporte au ministre de ses actions. Le MIVD est une agence sous la tutelle du ministère de la Défense ; les deux ne répondent pas devant les mêmes commissions parlementaires à la Seconde Chambre des États généraux. L'agence publie un rapport annuel de résultats opérationnels et budgétaires.

## Dans la culture populaire
- Dans l'épisode 17 de la première saison de la série télévisée MacGyver (2016), l'AIVD traque le protagoniste et les membres de son équipe.
- dans la série « the golden hour » sur Netflix, l'intrigue de la série policière tourne autour de l'AIVD à la suite d'attentats.